# 크레이지 타운
크레이지 타운(Crazy Town)은 미국의 랩 밴드이다.